# كليمنت كافوافوا
كليمنت كافوافوا (12 نوفمبر 1979 بمالاوي - ) هو لاعب كرة قدم ملاوي في مركز الدفاع. شارك مع منتخب مالاوي لكرة القدم. أما مع النوادي، فقد لعب مع Holbæk B&I ‏ وNykøbing FC ‏ وNexø Boldklub Bornholm ‏.